# Sagittaria subulata
Sagittaria subulata är en svaltingväxtart som först beskrevs av Carl von Linné, och fick sitt nu gällande namn av Franz Georg Philipp Buchenau. Sagittaria subulata ingår i släktet pilbladssläktet, och familjen svaltingväxter. Inga underarter finns listade.

## Bildgalleri

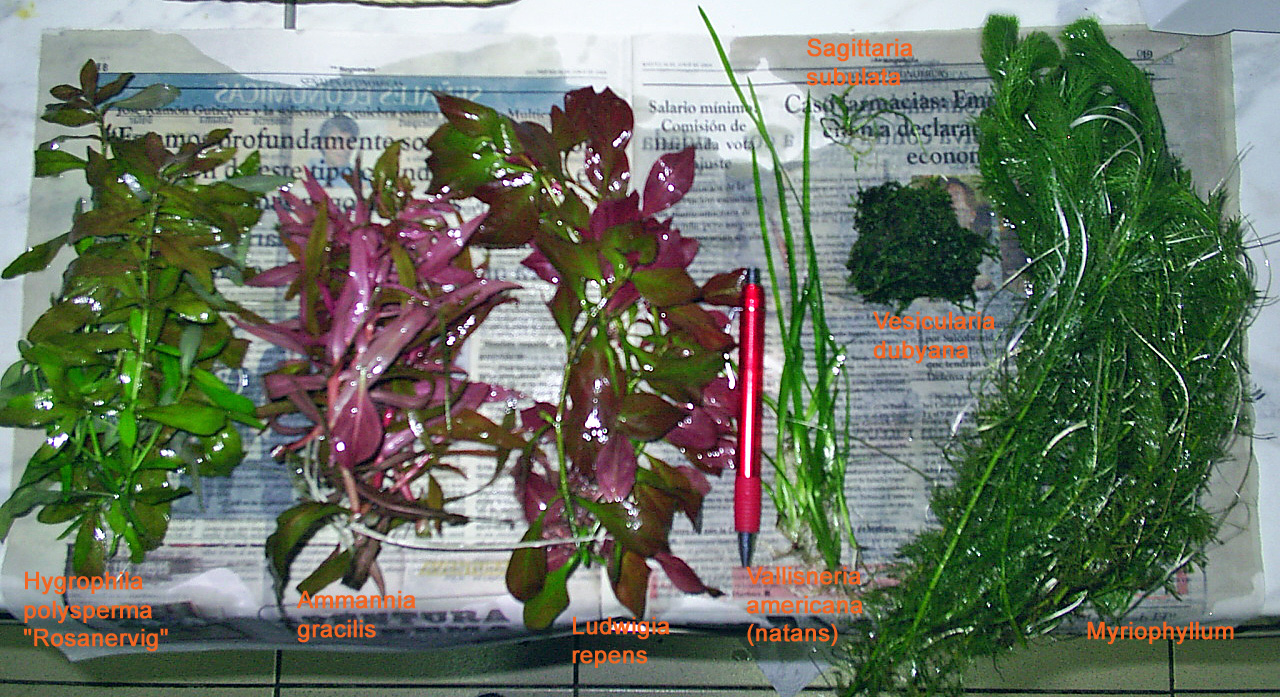
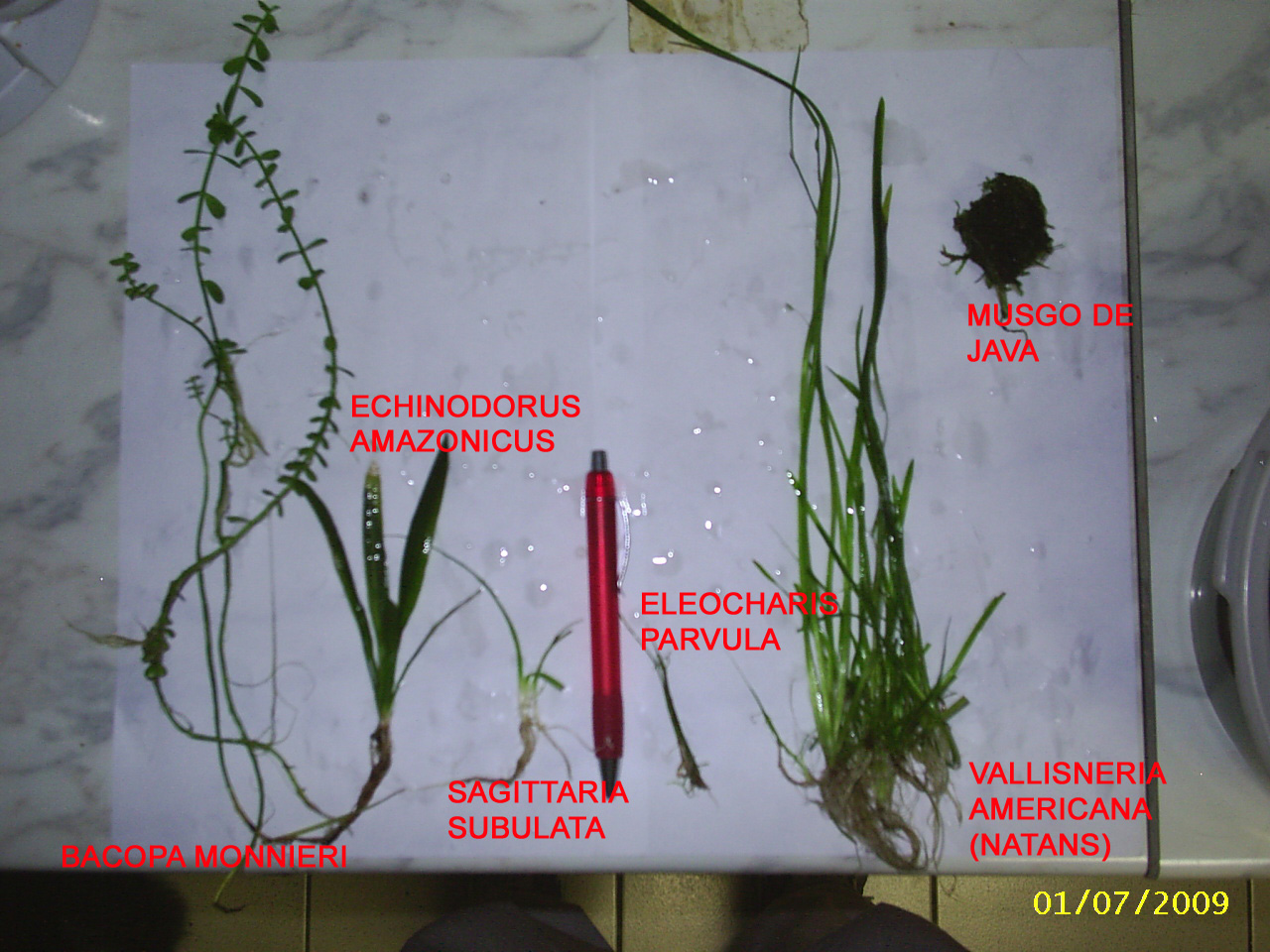
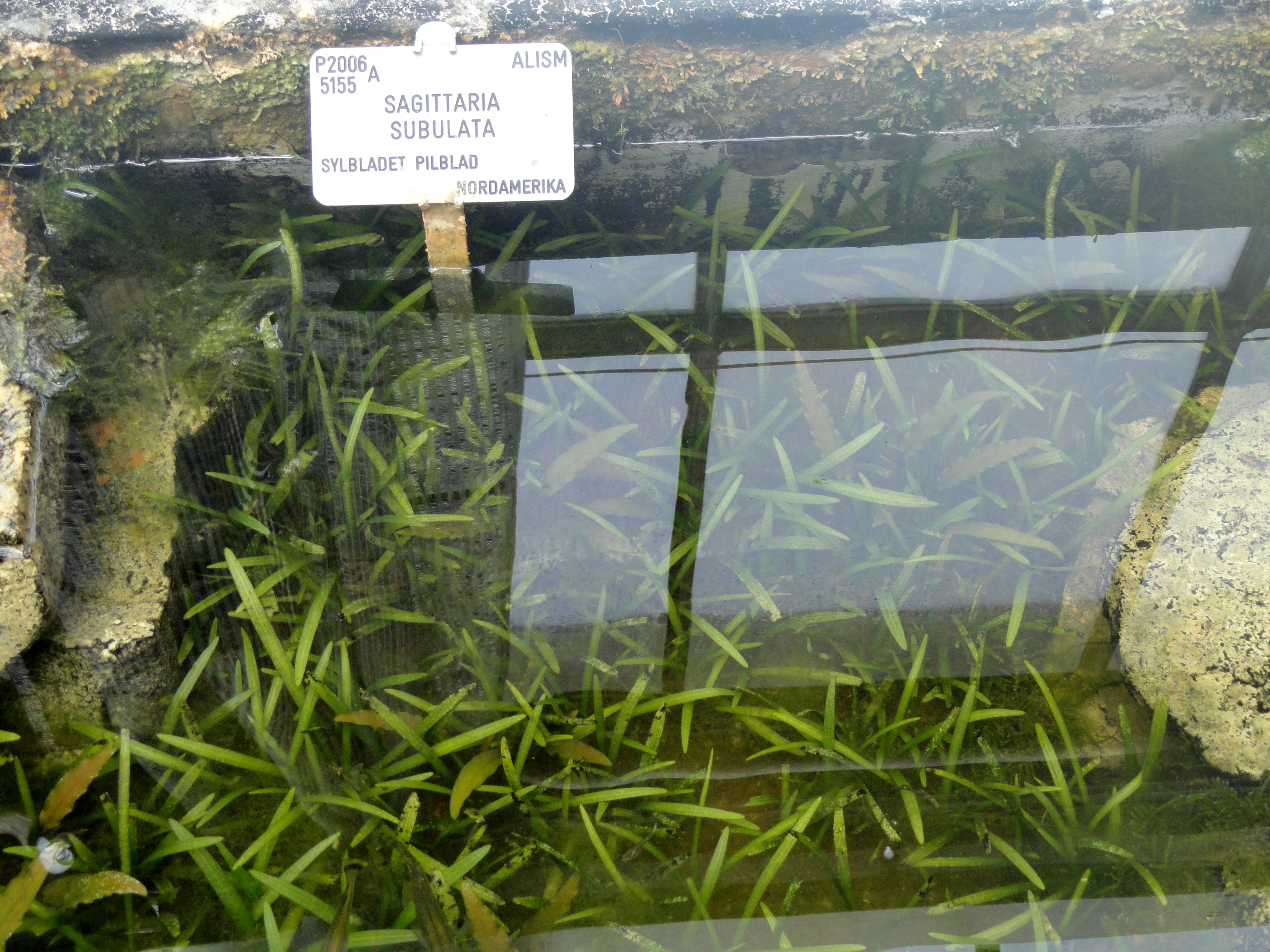